# Греческая овчарка
Греческая овчарка (греч. Ελληνικός Ποιμενικός) — это порода собак, выведенная в горных регионах Греции и традиционно используемая местными пастухами для помощи при охране скота. И для боёв.

## Описание
Греческая овчарка принадлежит к группе средних и крупных пород, обладает сильным, развитым и мускулистым телом. Эта собака может справиться с волком в одиночку.
Глаза карие, овальные, размещены симметрично. Взгляд обычно спокойный и серьезный. Грудь широкая и глубокая с хорошо изогнутыми ребрами, что дает достаточно места для размещения легких и сердца. Хвост толстый у основания, длинный.
Шерсть средней длины или длинная, слегка волнистая с густым подшерстком. Окрас чёрный, серый и белый, часто пятнистый. Порода выводилась с целью получения высоких рабочих качеств, а не определённого экстерьера, поэтому нет устойчивого окраса и рисунка.

## Темперамент
Греческая овчарка в первую очередь служебная собака. Эта порода отличается большой выносливостью и неприхотливостью. Это верная, смелая и решительная собака «одного хозяина». Греческая овчарка плохо поддается воспитанию, основанному на силе и жестокости. Она нуждается в последовательных тренировках и строгости. Из-за своей подозрительности, настороженности и агрессивности греческая овчарка плохо контактирует с другими собаками и людьми. Даже если эта собака кажется спокойной, она готова кинуться защищать вверенных ей подопечных или хозяйство любой ценой. В вольерах греческая овчарка занимает место, с которого ей будет видна вся территория. Эта порода нуждается в максимально ранней социализации щенка.